# Galipea maxima
Galipea maxima là một loài thực vật có hoa trong họ Cửu lý hương. Loài này được Pirani & Kallunki mô tả khoa học đầu tiên năm 2007.